# Kinh thánh của Jefferson

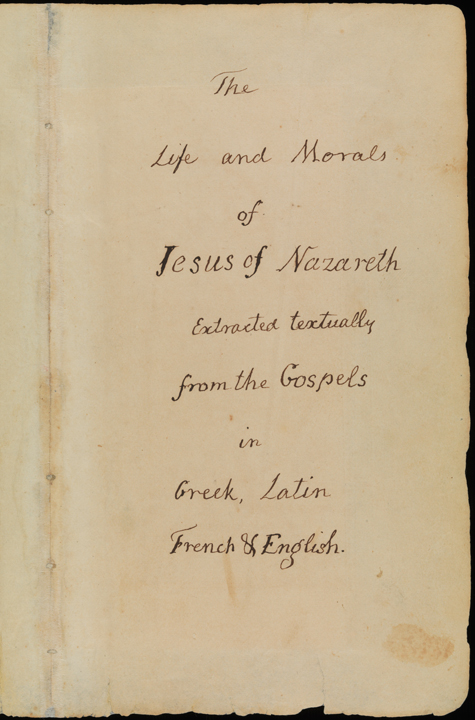
Kinh thánh của Jefferson

Kinh thánh của Jefferson là một quyển kinh thánh được viết ra từ vị Tổng thống thứ ba của nước Mỹ. Nhắc đến Thomas Jefferson, mọi công dân của nước Mỹ đều nghĩ đến một nhà chính trị tài năng, cha đẻ của Hiến pháp Hoa Kỳ một nhà phát minh...

## Quan điểm luận
Jefferson luôn đấu tranh để bảo vệ tự do tôn giáo, ông từng nói: "Tôi chẳng cảm thấy bị tổn thương nếu hàng xóm của tôi nói rằng có 20 vị chúa hoặc không có vị chúa nào. Nó chẳng tổn hại đến túi tiền của tôi và cũng không làm đau chân tôi".
Thomas Jefferson nhận thấy mình xung đột với một số quan điểm trong bốn cuốn Kinh Phúc âm của Matthew, Mark, Luke và John nên ông đã chọn hướng đi độc nhất vộ nhị: tự tạo Kinh thánh cho riêng mình sử dụng.
Jefferson đánh giá cao giáo lý của Giesu nhưng ông không đề cao cái mà ông gọi là "những sai lệch trong đạo Thiên chúa". Ông cho rằng các sách Phúc âm Tân ước có quá nhiều nội dung không nên đưa vào. Vì vậy, ông cắt và dán bốn cuốn Phúc âm của Tân ước để tạo ra phiên bản của mình. Ngày nay, nó được biết đến là cuốn Kinh thánh Jefferson.

## Nội dung
Trong cuốn Kinh thánh của Jefferson, Chúa Giesu không có phép lạ. Ngài không tuyên bố mình là người của Chúa. Và ngài không lên thiên đường sau khi bị đóng đinh trên cây thánh giá. Ngài Tổng thống đáng kính nghĩ rằng tất cả những điều này đã được các tín đồ "ngốc nghếch" và "tinh nghịch" của Giesu thêm vào. Chúa Giesu theo quan điểm của Jefferson là người đàn ông bình thường, có linh hồn và sùng tín.
Kinh thánh của Jefferson gồm rất nhiều lời dạy của Chúa Giesu, được kể dưới dạng truyện ngụ ngôn và những bài thuyết pháp. Jefferson xem Giesu là một nhà triết học và có điểm khác biệt với ông: "Tôi là một người theo chủ nghĩa duy vật trong khi chúa lại đứng về phía những người duy tâm".

## Sự công khai
Jefferson đã giấu công chúng việc viết lại Kinh thánh vì sợ nó sẽ khơi nguồn cho một cuộc tranh cãi lớn. Ông nói với bạn bè rằng: "Tôi không chỉ không viết gì về tôn giáo. Tôi còn hiếm khi cho phép mình nói về nó".
Ngài Tổng thống đã thành công trong việc che giấu quan điểm trong suốt cuộc đời. cuốn Kinh thánh Jefferson chỉ được công bố 75 năm sau ngày mất của ông.

## Phiên bản in
- The Jefferson Bible, Smithsonian Edition: The Life and Morals of Jesus of Nazareth (2011) Smithsonian Books hardcover: ISBN 978-1-58834-312-3
- The Jefferson Bible: What Thomas Jefferson Selected as the Life and Morals of Jesus of Nazareth ISBN 978-1-936583-21-8
- The Jefferson Bible: The Life and Morals of Jesus of Nazareth (2006) Dover Publications paperback: ISBN 0-486-44921-1
- The Jefferson Bible, (2006) Applewood Books hardcover: ISBN 1-55709-184-6
- The Jefferson Bible, introduction by Cyrus Adler, (2005) Digireads.com paperback: ISBN 1-4209-2492-3
- The Jefferson Bible, introduction by Percival Everett, (2004) Akashic Books paperback: ISBN 1-888451-62-9
- The Jefferson Bible: The Life and Morals of Jesus of Nazareth Lưu trữ ngày 8 tháng 3 năm 2013 tại Wayback Machine, introduction by Forrest Church, (2001) Beacon Press hardcover: ISBN 0-8070-7714-3
- The Jefferson Bible, introduction by M.A. Sotelo, (2004) Promotional Sales Books, LLC paperback
- Jefferson’s "Bible:" The Life and Morals of Jesus of Nazareth, introduction by Judd W. Patton, (1997) American Book Distributors paperback: ISBN 0-929205-02-2

## Liên kết
- Official Smithsonian Jefferson Bible website: "Thomas Jefferson's Bible" – at National Museum of American History
- Online text of the Jefferson Bible: "Life and Morals of Jesus of Nazareth" – at University of Virginia Library
- "Life and Morals of Jesus of Nazareth" – at Google Book Search
- "Jefferson's Religious Beliefs". Archive from Monticello.org. Bản gốc lưu trữ ngày 12 tháng 2 năm 2003. Truy cập ngày 22 tháng 8 năm 2012.
- PBS Frontline: Thomas Jefferson and his Bible
- Front page image Lưu trữ ngày 12 tháng 10 năm 2007 tại Wayback Machine of Jefferson Bible manuscript
- "Jefferson Bible reveals Founding Father's view of God, faith". Los Angeles Times. ngày 5 tháng 7 năm 2008.
- Free download link (mirror of public domain copy) Lưu trữ ngày 20 tháng 7 năm 2008 tại Wayback Machine